# Charles Pomeroy Parker
Charles Pomeroy Parker (* 12. April 1852 in Boston; † 2. Dezember 1916 in Cambridge, Massachusetts) war ein US-amerikanischer Klassischer Philologe.

## Leben
Charles Pomeroy Parker war einer der beiden Söhne von Fanny Cushing (Mädchenname, in erster Ehe Fanny Cushing Stone) und dem Bostoner Anwalt Henry Melville Parker, einem Absolventen der Harvard Law School. Er wurde nach seinem Onkel mütterlicherseits, Charles Pomeroy Stone, benannt, einem Offizier der United States Army im Generalsrang. Der zweite Sohn, Edward Melville Parker, stieg zum Bischof der anglikanischen Diözese von New Hampshire auf.
Parker besuchte die St. Paul’s School in Concord (New Hampshire) und studierte ab dem 16. Oktober 1872 Klassische Philologie am Trinity College und am Balliol College der University of Oxford. Sein Studium schloss er 1876 mit dem Bachelorgrad (B. A.) und einem First im Fach Literae Humaniores ab. Anschließend bereitete er sich auf den geistlichen Dienst in der Episkopalkirche der Vereinigten Staaten von Amerika vor. 1878 wurde er vom Bischof von New Hampshire zum Diakon geweiht und erhielt eine Lehrerstelle an der St. Paul’s School. 1883 wechselte er an die Harvard University, wo er als Instructor und Tutor in Classics wirkte. Zum 1. September 1897 wurde er zum Assistant Professor in Greek and Latin und 1902 zum Professor in Classics ernannt. Er starb am 2. Dezember 1916 an einer Lungenentzündung.
Parker war der erste Harvard-Professor, der in Oxford studiert hatte. Die langjährige akademische Tradition der englischen Hochschule brachte er an der relativ jungen amerikanischen Universität zur Geltung: Zum Beispiel übernahm er das Prinzip, fortgeschrittene Studenten als Tutoren für die Anfänger einzusetzen. Parker beschäftigte sich gleichermaßen mit der griechischen und lateinischen Literatur und Sprache und begründete die in Harvard später vorherrschende Tradition, beide Sprachen in enger Verbindung zu erlernen, um eine möglichst umfassende Kenntnis des Altertums zu erwerben. Zu seiner Zeit war das Graduiertenstudium in Harvard noch nicht etabliert; Parker gab jedoch eine große Bandbreite von Lehrveranstaltungen für das grundständige Studium, darunter auch regelmäßig die Vorlesung zur Methodik und Didaktik des Altsprachlichen Unterrichts an weiterführenden Schulen (Methods and Equipment of a Teacher of Classics in Secondary Schools).
Parker gehörte mehreren akademischen Gesellschaften an, darunter die American Academy of Arts and Sciences (1910), die American Philological Association, das Archeological Institute of America, die New England Association of Colleges and Preparatory Schools und die Classical Association of New England.
Zu seinen Forschungsschwerpunkten gehörte die griechische Philosophie und die lateinische Stilistik. Zusammen mit Henry Preble veröffentlichte er 1890 das Handbook of Latin Writing, ein Lehrbuch zur lateinischen Grammatik und Stilistik. Darüber hinaus verfasste er Aufsätze und Rezensionen für verschiedene Zeitschriften und bearbeitete zusammen mit John Burnet die Ausgabe der Platon-Scholien, die sein Kollege Frederic De Forest Allen begonnen hatte. Nach Parkers Tod wurde die Edition von seinem Schüler William Chase Greene abgeschlossen.

## Schriften (Auswahl)
- mit Henry Preble: Handbook of Latin Writing. Boston 1890